# Hilton Hotels & Resorts
Hilton Hotels & Resorts (Готелі і курорти «Гілтон») — міжнародна мережа готелів і курортів, що належить корпорації Hilton Worldwide.
Компанія була заснована Конрадом Гілтоном в 1919 році. Станом на 2017 рік бренд Hilton Hotels & Resorts містить понад 5100 готелів і курортів в 85 країнах і територіях світу.

## Огляд
Hilton Hotels & Resorts є флагманським брендом Hilton і однією з найбільших готельних мереж у світі. Компанія орієнтується на ділових та рекреаційних туристів, тому має готелі в центрах великих міст, поряд з аеропортами, конференц-центрами, а також у популярних місцях для відпустки по всьому світу.
Hilton Hotels & Resorts бере участь в Hilton Honors — гостьовій програмі лояльності Hilton. Члени програми, що бронюють номери безпосередньо через сервіси Hilton, отримують ексклюзивні знижки та переваги, як, наприклад, безкоштовний Wi-Fi, цифрову реєстрацію, безключовий доступ в номер і можливість вибирати будь-який вподобаний номер використовуючи мобільний додаток Hilton Honors.

## Історія
Компанія була заснована Конрадом Гілтоном (1887-1979) в 1919 році, коли було відкрито перший готель мережі — Mobley Hotel — в місті Сіско, штат Техас. Перший готель, що носить ім'я Hilton відкрився в 1925-му році в Далласі. Відкриття готелю Caribe Hilton Hotel у місті Сан-Хуан у Пуерто-Рико зробило Hilton першою в світі міжнародною мережею готелів.

## Благодійність

Гілтон-Київ.

2022 року, під час повномасштабного російського вторгнення в Україну, яке є частиною російсько-української війни, міжнародна мережа готелів і курортів "Hilton Hotels & Resorts" виділила один мільйон номерів по всій Європі для переселенців з України. Громадяни України, які покинули свою країну через російсько-українську війну, мають можливість протягом 5 діб безплатно пожити в готелях мережі.  [Архівовано 25 березня 2022 у Wayback Machine.]